# ماده خاکستری (فیلم)
«ماده خاکستری» (انگلیسی: Grey Matter (film)) یک فیلم است که در سال ۲۰۱۱ منتشر شد.